# St.-Veit-Kapelle (Wernburg)

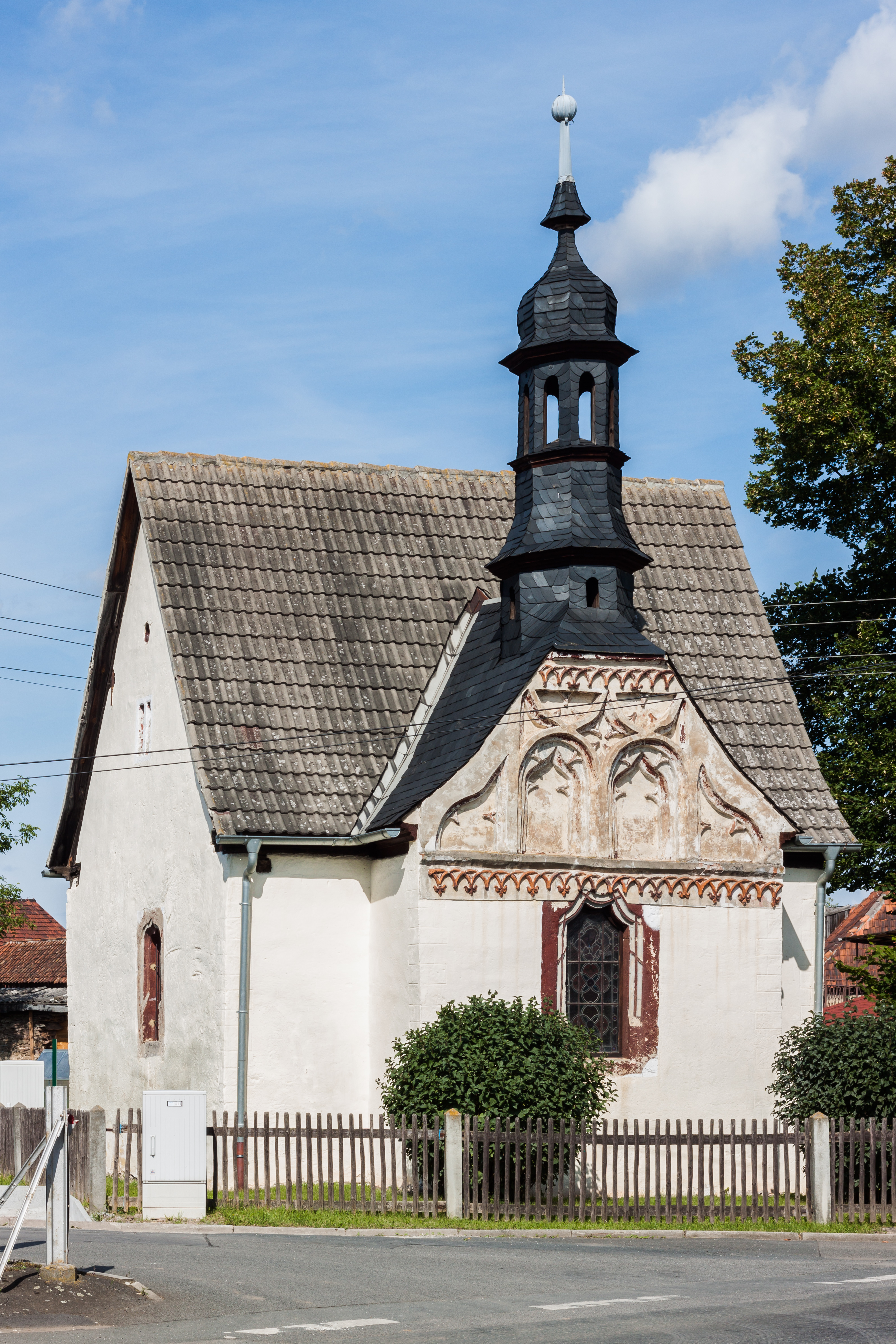
St. Veit-Kapelle Wernburg

Die evangelische St.-Veit-Kapelle steht für die Bürger gut erreichbar in der Gemeinde Wernburg im Saale-Orla-Kreis in Thüringen.

## Geschichte
Die St.-Veit-Kapelle wurde erstmals 1506 urkundlich erwähnt und wurde dann von der Reformation bis 1890 nicht religiös genutzt. Familienfeiern fanden in ihr statt. Nachdem das landwirtschaftliche Gut Wernburg mit Grund und Boden und dem Inventar über die Bodenreform in Volkseigentum überführt worden war, wurde die zum Gut gehörende Kapelle mit in das Volkseigentum überführt. Bereits 1973 begannen Heimatfreunde das Gotteshaus zu sanieren, und 1978 wurden diese Arbeiten bereits abgeschlossen.
2004 begann aber erst die denkmalgetreue Innensanierung. Nunmehr steht das Gotteshaus offiziell der Bevölkerung für Familienzusammenkünfte kirchlicher und privater Art zur Verfügung.